# 比爾興
比爾興（德語：Bürchen）是瑞士瓦萊州的一个市镇，位於該國南部，面積13.45平方公里，海拔高度1,360米，截至2018年12月31日总人口为730人。

## 外部連結
- Official website （德文）